# Студентський Курінь

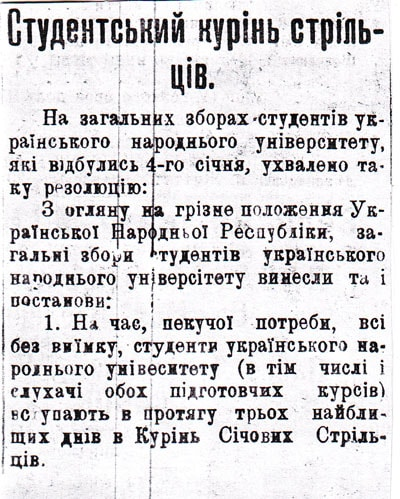
Оголошення про заснування Куреню 4 січня 1918 р.

Студентський Курінь Січових Стрільців — допоміжний курінь який був організований при курені Січових Стрільців на початку січня (за н.ст.) 1918 року для боротьби проти більшовиків та охорони ладу та спокою в місті Києві. До нього записалися учні і студенти київських гімназій, інститутів та університетів.
Бойовий склад куреня мав налічувати до 250 осіб, проте друга сотня не була сформована, і з однією сотнею у складі курінь налічував 120 осіб.
У бою під Крутами у січні 1918 року Курінь втратив вбитими, пораненими і полоненими 74—81 осіб.

## Початок
Студентський курінь був сформований на початку січня 1918 року з метою охорони ладу та спокою в місті Києві. До Студентського куреня записалися переважно учні-гімназисти 2-ї Української Кирило-Мефодіївської гімназії та студенти Українського народного університету. Були там і представники Політехнічного інституту, Київського університету ім. Св. Володимира, Комерційного інституту, 1-ї Української гімназії ім. Т. Шевченка.
Очолював його кадровий старшина-кіннотник підосавул Нестор Король. Курінь складався з однієї-єдиної сотні, оскільки 2-га сотня через брак часу так ніколи і не була сформована. З Київського кадетського корпусу до розпорядження командира куреня було направлено вихователя полковника П. Сварику (брата генерала-хорунжого Армії УНР Василя Сварики), який мусив допомагати студентам як у військовій справі, так і психологічно. На посаду командира 1-ї сотні було призначено старшину воєнного часу підосавула Андрія Омельченка (студент Українського народного університету), його заступником — гімназиста 2-ї гімназії, що встиг побувати на фронті, прапорщика Павла Кальченка. Це був увесь старшинський склад Студентського куреня.
Перша сотня куреня у складі 120 вояків під командуванням сотника Андрія Омельченка брала участь у боях під Крутами; залишки того куреня були включені до складу Гайдамацького Коша Слобідської України.

## Військовики Куреня
- Нездійминога Микола Павлович — козак Куреня, лікарський помічник